# 비 (날씨)

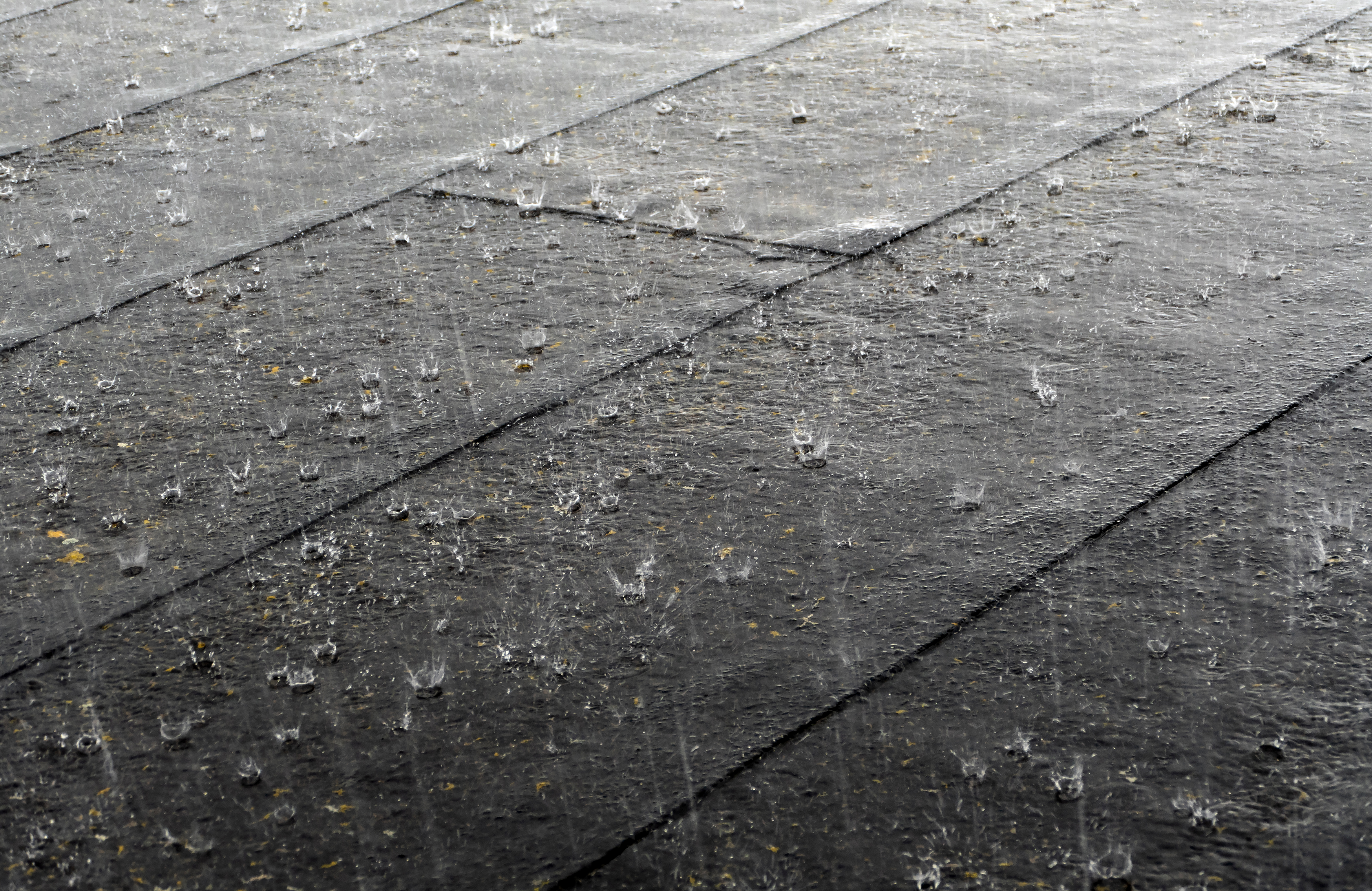
지붕에 많은 비가 내리고 있다

비는 대기권의 수증기가 응축되어 물방울의 형태로 지상에 떨어지는 기상 현상을 일컬으며, 대기권에 있는 수증기가 충분히 무거워지면 중력에 의해 지상으로 떨어지는데 이는 지구에서 일어나는 물의 순환의 중요한 과정 중 하나이다. 비로 인해 지구에는 신선한 물이 지속적으로 공급됨으로써 생태계가 정상적으로 유지된다. 지구상의 모든 생명체들은 생명 활동에 액체 상태의 물을 필요로 하기 때문에 비를 통한 담수 공급은 생태계 유지에 큰 역할을 한다.

## 개요
저기압이 접근하면 비가 오고 고기압 권내에 들면 날씨가 맑는 것은 전자(前者)는 상승기류, 후자는 하강기류가 있기 때문이다. 기류가 하강하면 주위로부터 압축되므로 온도는 상승하나 습도는 감소되므로 구름은 생기지 않는다.  상승기류를 일으키는 원인은 다음과 같다.
1. 기류가 산을 넘을 때 강제적으로 상승되는 경우(지형성 강우)
2. 전선(前線)에 따라 따뜻한 공기가 상승하는 경우(전선성 강우)
3. 기류가 수렴해서 상승하는 경우(저기압성 강우)
4. 기층(氣層)이 불안정한 경우 이것을 해소하기 위해서 상하의 공기가 교환될 때 일어나는 상승기류(불안정성 소나기)
5. 지면이 국지적으로 가열되어 일어나는 대류(對流)에 의한 상승기류(대류성 강우)

그러나 상승기류는 비가 오기 위한 하나의 조건에 불과한 것이다. 상승기류에 의하여 공기가 상공으로 운반되면 점차 기온이 하강하여 지표면 부근에서는 불포화된 공기도 점차 포화되어 응결하게 된다.  일반적으로 비는 수증기의 응결이라고 말하고 있다. 이 설명이 잘못된 것이라고는 할 수 없으나 그렇다고 반드시 정확한 것이라고는 할 수 없다. 그 이유는 구름 입자의 반지름은 적어도 2.5×1013mm의 크기이나 물분자의 반지름은 2×107mm의 크기이므로 응결만으로서 안개 입자가 된다고는 생각할 수 없다. 빗방울을 분석해서 조사해 보면 작은 먼지나 바닷물의 파도에서 분산된 염분 등이 핵(核)이 되어 그 주위에 응결되어 있다. 실험실에서 공기를 여과하여 먼지 입자를 제거한 다음, 실내 공기를 포화시켜도 좀처럼 수증기가 응결되지 않는 것은 응결핵이 없기 때문이다. 영하 40℃ 이하의 낮은 온도가 되면 수증기는 화산재·유성진(流星塵)을 핵으로 하여 빙정을 만든다. 이와 같이 대기 중에는 응결핵(凝結核)이나 빙정핵(氷晶核)이 있다는 것이 비의 중요한 요인이 된다.  빗방울은 가장 작은 것이라도 직경이 0.1mm이고 보통 빗방울이면 직경이 0.7mm이다. 따라서 작은 빗방울이라 할지라도 1만 개 이상의 구름 입자가 모이지 않으면 형성될 수가 없다. 그 형성 과정에는 빙정설(氷晶說)과 난우설(暖雨說)의 두 가지 방법이 논의되고 있다.

### 빙정설
빙정설(氷晶說)의 중요한 점은 얼음과 물의 포화증기압이 다른 데 있다. 즉 0℃ 이하로 내려가도 빙결(氷結)하지 않은 물방울(과냉각 수적)과 빙정이 같은 온도에서 혼합되어 있으면 공기는 빙정에 대해서는 포화되어 있어도 물방울에 대해서는 포화되지 않으므로 물방울은 증발하고 그것이 승화를 일으켜 빙정을 크게 한다. 어느 정도 이상으로 빙정이 성장하면 도중에서 작은 빗방울을 흡수하면서 떨어지기 시작한다. 낙하 도중에 더운 기층(氣層)을 지나면 빙정은 녹지만 지상에 도달할 때까지 녹지 않을 때도 있다. 또 낙하 도중에 강한 상승기류를 만나면 빗방울로서 낙하하던 것이 상승하여 0℃ 이하의 기층을 통과하면 얼게 된다. 이것을 몇 번 반복해서 낙하하는 것이 우박이다.

### 난우설
기온이 높은 열대지방에서는 0℃ 이하의 기층이 없어도 비가 오므로 빙정설로써는 설명할 수가 없고 난우설(暖雨說)로 설명한다.  열대지방의 비는 흔히 잘 발달된 적운 (積雲)으로부터 내리고 있는데 적운 중에는 (특히 웅대적운)심한 대류가 일어나고 있다. 응결핵은 각각 그 크기가 달라서 크고 작은 구름 입자의 상승 또는 낙하속도는 달라진다. 이 때문에 큰 구름 입자는 작은 구름 입자와 충돌하여 하나로 된다. 이것을 몇 번이고 반복하면 비가 된다.

## 긍정적 영향
비는 예전부터 식생활과 밀접한 관계가 있었다. 고대에는 비를 통해 식수를 공급받기도 했고, 농작물을 기르기 위한 물을 비로부터 공급받는 경우가 많았으며, 가뭄을 해소시켜 주고 물을 순환하게 함으로써 바다에서 발생하는 적조 현상을 해소시켜주기도 한다. 비가 내린 후에는 물이 증발하면서 열을 빼앗아 가기 때문에 여름철에 비가 온 이후에 한동안은 날씨가 서늘해지는 더위 해소 효과도 있다.

### 비의 이용
물은 예부터 가장 많이 이용되어 왔다. 이것이 관개(灌漑)이며, 비교적 강우가 풍부한 나라에서는 필요성이 그다지 크지 않으나 강우량이 적은 건조지대에서는 관개에 의한 효과가 상당히 크다. 서남아시아에서는 관개를 할 경우 소맥의 수확량을 천수(天水)에 의하는 경우보다 3∼5배가량 증대시킬 수도 있게 되었다. 관개농경은 처음에는 산간지대의 작은 냇물에서부터 발달하기 시작하였고, 점차 평야지대의 큰 하천으로까지 관개가 실시되었다. 이집트나 메소포타미아 같은 고대국가 발상의 근본이 된 것은 관개사업에 있었다는 점을 잊어서는 안 된다. 물은 관개 이외에 동력·발전용으로 이용되는 동시에, 도시에서는 상수도의 수원(水源)으로서 하천이나 호수의 물이 많이 이용되고 있다. 하천이나 호수의 수량(水量)은 우량이나 맑은 날씨일 때의 증발량에 좌우된다.

## 부정적 영향
비가 오랫동안 지속되어 강수량이 일정 수치 이상을 넘어서면 피해가 발생하기도 한다. 대표적인 예시로 홍수가 있다. 장기간 비가 내리면 물로 인해 지반이 약해져 도로가 붕괴되거나 산사태가 발생하기도 하며 저지대가 침수되거나 불어난 강물에 사람들이 갇혀 빠져나오지 못해 인명피해가 발생하는 경우도 있다.

## 같이 보기
- 산성비
- 구름
- 눈
- 지형성강우
- IDF 곡선
- 강수 형태
- 빗물 집수
- 무지개
- 케랄라의 붉은 비
- 페트리코어
- 수자원
- 기상
- 기우제

## 참고자료
- 이순지, 《천문류초》, 규장각, 조선초.